# قلعه بیدواز
بقایای قلعه بیدواز مربوط به دوره اشکانیان - سده‌های اولیه و میانه دوران‌های تاریخی پس از اسلام است و در شهرستان اسفراین، بخش مرکزی، دهستان میلانلو، ۵۰ متری شمال روستای بیدواز واقع شده و این اثر در تاریخ ۳۰ بهمن ۱۳۸۶ با شمارهٔ ثبت ۲۱۱۰۳ به‌عنوان یکی از آثار ملی ایران به ثبت رسیده است.